# Isabelle de Charrière
Isabelle de Charrière, nascida Isabella Agneta Elisabeth van Tuyll van Serooskerken (Zuylen, 20 de outubro de 1740 – Colombier, 27 de dezembro de 1805), foi uma escritora holandesa, que viveu a segunda metade de sua vida na Suíça. Em juventude, era conhecida com o apelido de a Linda de Zuylen.

## Biografía
Nascida no castelo de Zuylen, agora parte do município de Utrecht em 1740, de uma família nobre holandesa, desde muito jovem, ela demonstrou uma surpreendente vivacidade intelectual, conseguindo falar várias línguas e interessar-se por ciências matemáticas e clássicos humanísticos. Aos 20 anos, estreou-se na literatura, publicando em francês Le Noble (1763), uma sátira aos preconceitos da aristocracia.
Aos 30 anos, casou-se com Charles-Emmanuel de Charrière de Penthaz (1735-1808), ex-tutor de seu irmão, começando experimentar diferentes gêneros literários, peças teatrais, panfletos e obras musicais e romances, incluindo as Cartas de Neuchâtel (1784) e Cartas de Mistriss Henley (1784) e Cartas de Lausanne (1785).
Sua produção nos anos da Revolução Francesa é particularmente rica e variada. As correspondências do período, serviram de banco de ensaio para biografias femininas, voltadas para a educação das mulheres, o que constitui um tema importante para ela.

## Seleção de obras
- Le Noble, conte moral, 1763
- Lettres neuchâteloises, romance, 1784
- Lettres de  Mistriss Henley publiées par son amie 1784
- Lettres écrites de Lausanne, romance, 1785
- Caliste ou continuation de Lettres écrites de Lausanne 1787
- Bien-né. Nouvelles et anecdotes. Apologie de la flatterie, 1788
- Courte réplique à l'auteur d'une longue réponse; par Mme la Baronne de ... 1789
- Plainte et défense de Thérese Levasseur. 1789
- Lettre à M. Necker sur son administration, écrite par lui-même, 1791
- L’émigré, comédie en trois actes, 1793
- Lettres trouvées dans des portefeuilles d’émigrés, 1793
- Trois femmes, romance, Leipzig, 1795 (edição em alemão); Londres, 1796 (edição em francés). La Suite des Trois femmes n'a été éditée qu'en 1981 dans les Œuvres complètes de la romancière (tome II, 1798-1806, G.A. van Oorschot, Amsterdam, 1981).
- Honorine d’Userche : nouvelle de l’Abbé de La Tour, 1795
- Sainte Anne, 1799
- Sir Walter Finch et son fils William, 1806 (publicação póstuma)

## Honrarias
Foi-lhe dedicado o asteroide 9604 Bellevanzuylen.

## Outras imagens

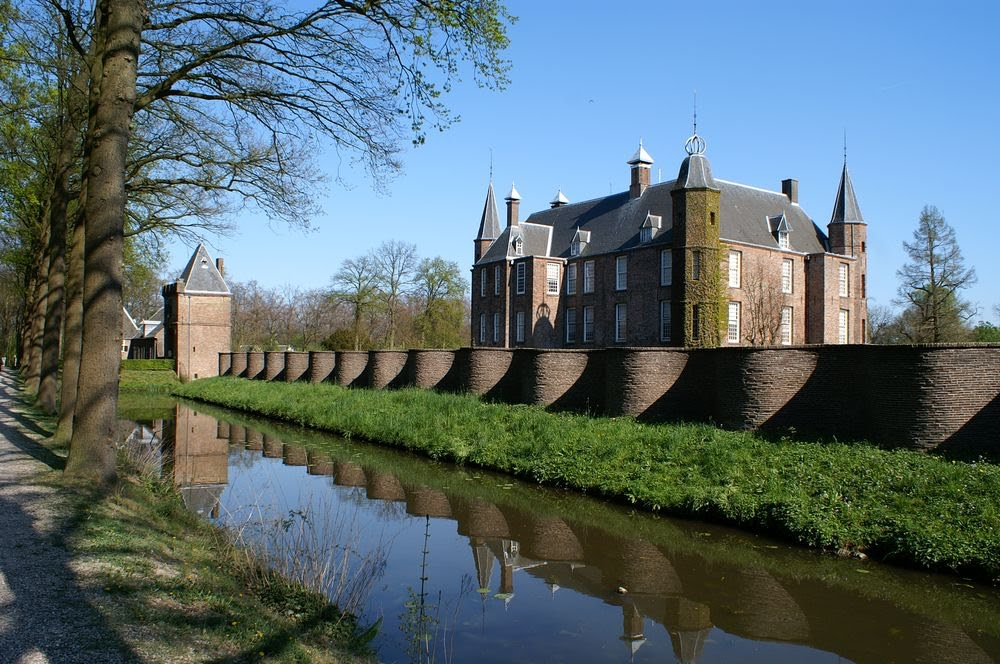
O castelo de Zuylen, com os muros em serpentina.
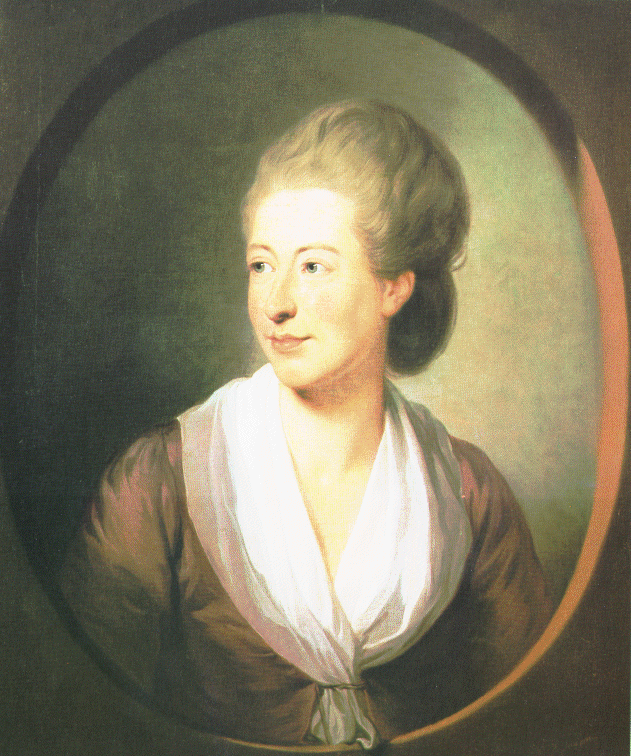
Isabelle de Charrière, retrato por Jens Juel (1777) Musée d'Art et d'Histoire (Neuchâtel).
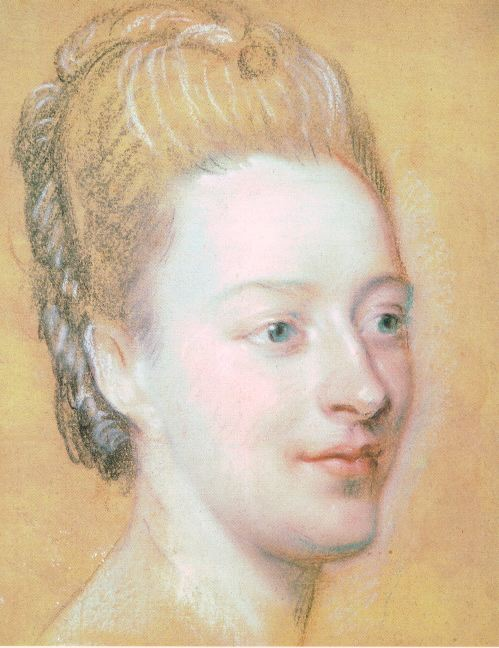
Isabelle de Charrière, retrato por Maurice Quentin de La Tour (1771)
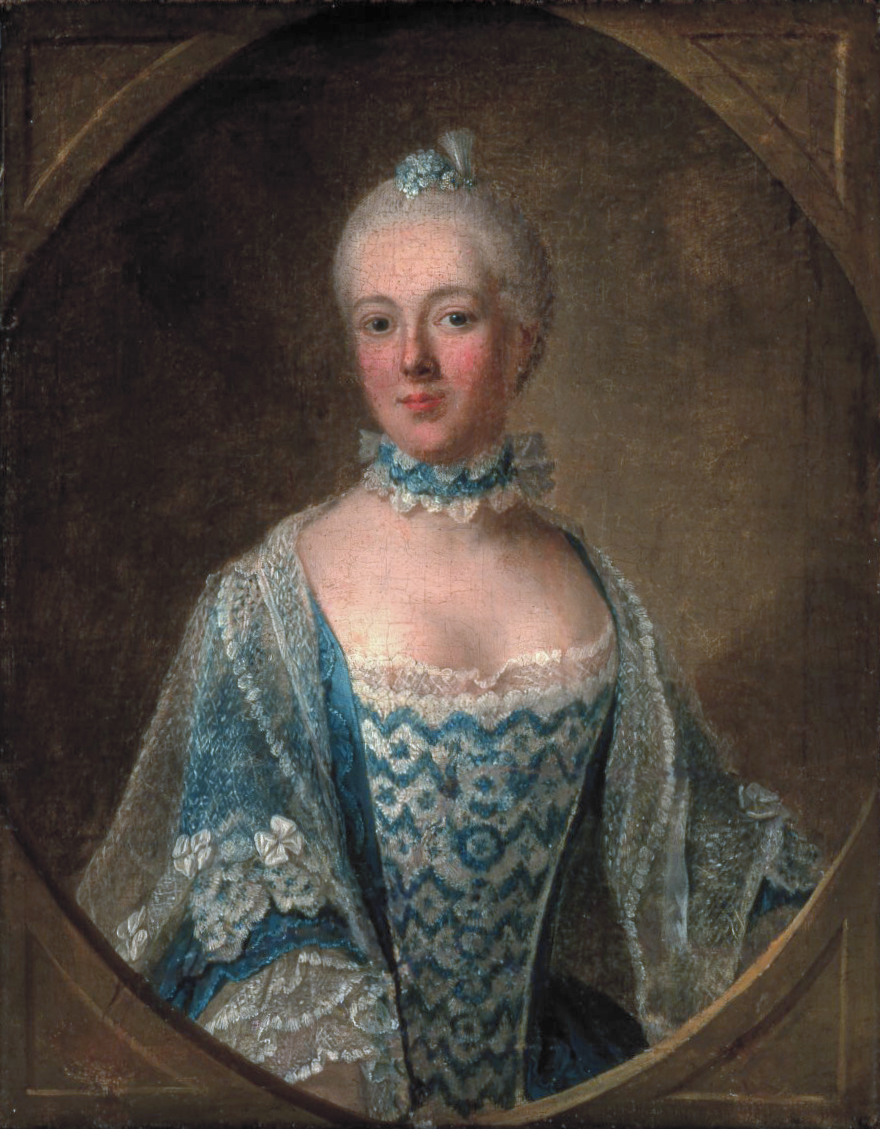
Isabelle de Charrière, retrato por Guillaume de Spinny (1759)
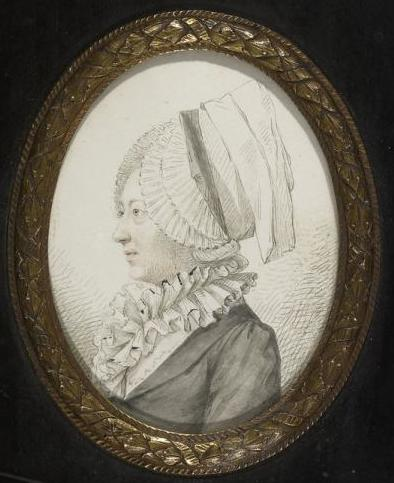
Isabelle de Charrière, retrato 1781